# Guajira (telenovela)
Guajira es una telenovela colombiana realizada por RCN Televisión en 1996. La historia fue escrita por Fernando Gaitán y dirigida por Pepe Sánchez. Estuvo protagonizada por Sonya Smith y Guy Ecker y con las participaciones antagónicas de Rafael Novoa y Carolina Sabino. El nombre de la telenovela viene del departamento de La Guajira, donde se desarrolla gran parte de la trama.
Las grabaciones empezaron el 13 de noviembre de 1995, y se estrenó el 29 de febrero de 1996.

## Sinopsis
Sonia Arbeláez (Sonya Smith) y Felipe Uribe (Rafael Novoa) han sido amigos desde muy pequeños, crecieron juntos y vivieron momentos especiales. Sin embargo, en el último año de colegio, Sonia conoce a Helmut Heidenberg (Guy Ecker), un ingeniero de minas que le dobla la edad pero que con su encanto enamora a cualquier jovencita.  
Sonia, con su belleza y atractivo, conquista a Helmut, mientras que Felipe descubre que lo que verdaderamente siente por su mejor amiga es amor. 
Helmut es enviado a la Guajira por su empresa para realizar un estudio técnico con el fin de construir una mina en este departamento, sin saber que en este viaje las cosas darían un giro de 180 grados para él. 
Al llegar a la Guajira, Helmut es sorprendido por un grupo de wayuu que lo hacen desviarse a la ranchería de Abelino, quien es el jefe de la tribu y la persona más influyente de la región. Esa noche, conoce a Úrsula Epiayú, sobrina de Abelino, quien se crio con dicha familia al ser entregada a ellos después de morir sus padres en una guerra de castas. Úrsula se enamora de Helmut desde ese primer momento.  
Después de unos días, Úrsula es solicitada en matrimonio por Anselmo, un cacique de la ranchería contigua. Sin embargo, Úrsula para rechazar la petición de Anselmo, les miente a Abelino y a toda la familia, diciendo que Helmut había abusado de ella. Esto trae consecuencias graves para Helmut, ya que es obligado a responder por el delito cometido en la ranchería.  
Helmut es localizado por Tulio, quien le habla en términos peyorativos, ya que para él Helmut era culpable, a lo que este se niega a responder. Tulio va entonces a la ranchería y le comenta a Abelino sobre la negativa de Helmut y empieza una guerra contra él. Tres hombres de la familia Epiayú se van a buscarlo a Bogotá, pero no lo encuentran. Los tres hombres, Ramón, Martín y José, llegan finalmente a la casa de Sonia en donde se está celebrando una entrega de regalos previa al matrimonio y hablan con Felipe, quien les informa que Helmut está en la Guajira, a lo que salen de vuelta a la ranchería.  
Mientras tanto, en la Guajira, Helmut consigue animales para pagar la ofensa y así poder hablar con Abelino sobre Úrsula. Con Sidro de palabrero, y gracias a que se comprueba que Úrsula es Majayura mediante una prueba de parisa, Helmut resulta inocente y es perdonado por Abelino y la familia Epiayú.  
Pero al llegar los tres hombres a la ranchería, lo encuentran conversando con Úrsula y le disparan dejándolo malherido justo unas horas antes del matrimonio. En la ranchería le empiezan a colocar un tratamiento para guerreros, más él decide irse a Bogotá bajo su propia responsabilidad para cumplir con su matrimonio. Al llegar a Bogotá, se casa con Sonia y en su noche de bodas se desploma a consecuencia de una hemorragia interna causada por la bala.  
Felipe entonces se va a Estados Unidos para huir de la decepción que le causa el matrimonio de Sonia. Allá conoce a Cindy Tompson, con quien se casa dos años más tarde y tiene una niña llamada Paula. Diez años más tarde, Helmut acepta viajar a La Guajira para ocupar el puesto de gerente de operaciones en la mina de carbón que había ideado en aquellos años. Por esos tiempos, Helmut (Guy Ecker), vive importantes momentos junto a la hermosa joven wayúu Úrsula Epieyú (Carolina Sabino), puesto que Úrsula tendrá un lugar decisivo en las relaciones que establece Helmut y su empresa con toda la comunidad wayúu, ya que ambos intentarán proteger el bienestar de la comunidad y de sus tierras. Todo esto hará a Helmut cuestionarse desde su propia vida, hasta sus creencias, y de paso, su relación con Sonia, su esposa. 
A raíz de esto, Helmut tendrá que pasar por una serie de pruebas, ya que la primera vez que llegó a la Guajira, había comprometido su palabra en la ranchería de Abelino, con un pacto que consistía en que si se lograba construir la mina, los Epiayú y la gente de las otras rancherías no se irían de dichas tierras, pero luego de empezados los trabajos de trazado de la carretera contigua a la mina, la ranchería resulta rozando justo la mitad del trazado, lo cual fuerza a Helmut a incumplir dicho pacto, teniendo que lograr acuerdos casi que de improviso. Úrsula por su parte, se ve expuesta al repudio de su tribu wayuu debido a su continua ayuda a Helmut, y acaba siendo desterrada, teniendo que irse a Bogotá en busca de su tía Amelia, quien no la quiere, pero acepta recibirla en su casa.
En poco tiempo, Helmut queda maravillado con el paisaje desértico de La Guajira y con el misticismo de su cultura, dejando a un lado a su joven esposa. Sonia no logra acostumbrarse a estas extrañas tierras, se siente triste y sola en casa, por el trabajo que ocupa la mayor parte del tiempo de su esposo. 
Cuando Helmut se va a vivir a la Guajira con su esposa y sus dos niños, en una fiesta se encuentra con Rafael Pineda, un político guajiro que lo obliga a realizar una apuesta por la producción de la mina, ya que nunca creyó que el proyecto carbonífero de Helmut sería tan exitoso. La apuesta consistía en que Helmut tenía que matarse si fracasaba el proyecto de la mina, y pineda lo haría si por el contrario la mina resultaba un éxito y recibía 5000000 de dólares en regalías para el departamento. Sonia lo ignora, pero este problema es la causa de que Helmut descuide su matrimonio. Por otra parte, Felipe es enviado a La Guajira por la principal de la Benson para reemplazar a un ingeniero que venía de Australia pero que tuvo un misterioso percance y no pudo viajar. Pero lo que nadie sabía era que Felipe en realidad quería regresar a Colombia graduado y preparado para luchar por Sonia desde el ámbito de las minas, por lo que se encargó del departamento de mantenimiento de la mina para así estar cerca de Sonia sin levantar sospechas.
Pero luego en Bogotá se planea un debate para destruir la mina mediante el gobierno, a lo que Helmut decide irse a Bogotá, situación que Felipe aprovecha para enamorar a Sonia. 
En medio de los debates, Pineda encuentra a Úrsula y la lleva a declarar en contra de Helmut con el fin de que éste pierda el debate y se cierre la mina, pero Úrsula lo defiende. Cuando Helmut trata de hablar con Úrsula en casa de Amelia, los primos y demás gente intentan agredirlo y esto provoca que Úrsula sea echada del lugar por Amelia, a lo que Helmut decide llevársela a su apartamento con el fin de cuidarla y dejarla en manos de Mónica para regresar a la Guajira. Helmut regresa después de terminados los debates y empieza a sospechar de los encuentros clandestinos entre Felipe y Sonia, hasta que cierto día los descubre saliendo juntos de la barraca de visitantes de mantenimiento, por lo que tienen una discusión y Helmut queda totalmente deshecho. 
A su vez, Cindy, quien siempre sospechó que Felipe seguía queriendo a aquella mujer a quien había dejado en Colombia, después de investigar con ayuda de Lina María y Anabel, las amigas de Sonia, descubre que esa mujer es precisamente Sonia y la enfrenta delante de todos en la mina. 
Sonia entonces se va a Bogotá, y Felipe la sigue después que Cindy lo deja y se va a Estados Unidos con su hija. 
Al finalizar el año, la situación de la mina se torna difícil económicamente y la producción de carbón disminuye, provocando que Helmut tenga que matarse para cumplirle la apuesta a Pineda. Al enterarse de esto, Sonia regresa a la Guajira para impedir que Helmut se suicide y es ahí cuando se da cuenta de que no ha dejado de amarlo y decide terminar su romance con Felipe. 
La historia llega a su fin cuando después de impedir el suicidio de Helmut, Sonia regresa a la Guajira para acompañar a los niños a pasar el día de Navidad con él, quien esa noche descubre una carta que los niños le escriben diciéndole que Sonia no había dejado de quererlo, y al día siguiente, mientras se encuentra con Alejo, Lina María, Anabel y los niños en la playa, Sonia les confirma a sus amigas que ya no se irá con Felipe, y estas luego se lo comentan a Helmut con el fin de promover la reconciliación, dejando luego a Sonia a solas con Helmut para que se sinceren y aclaren todas sus dudas. Helmut y Sonia entonces se reconcilian jurándose no fallarse el uno al otro.

## Elenco
- Sonya Smith — Sonia Arbeláez de Heidenberg
- Guy Ecker — Helmut Heidenberg
- Rafael Novoa — Felipe Uribe
- Carolina Sabino — Úrsula Epieyú
- Luis Fernando Ardila † — Ingeniero Santiago Almanza #1
- Manuel Busquets — Ingeniero Santiago #2
- Ismael Barrios — "El Mello"
- Marisela González — María Fiayo
- Kika Child — Natalia Correal
- Myriam de Lourdes — Josefina
- Constanza Duque — Marina de Arbeláez
- Yuldor Gutiérrez — Tulio Padilla
- Eloísa Maestre — Lina María de Gómez
- Edgardo Román — Avelino Epieyú
- Pilar Uribe — Cindy Thomson de Uribe
- Carlos Humberto Camacho — Sergio
- Rafael Cardoso — Alejo Pugliese
- Julio Echeverri — Robert Fajardo
- Alcira Gil — Edith
- Herbert King — Rafael Pineda
- Franky Linero — Tom Maverick
- Lizeth Mahecha
- Andrés Martínez
- Jaime Eljach  _  El Mítico Abogado
- Carmiña Martínez
- Andrea Quejuán — Remedios
- Germán Quintero — Rodolfo Gómez
- Julián Román — Ramón Ibarra
- Jennifer Steffens — Anabel de Pugliese
- Andrés Mejía V — Andy
- Katherine Vélez — Mónica de Fajardo
- Luis Tamayo — Cidro "El palabrero"

## Curiosidades
- Esta fue la segunda telenovela de Fernando Gaitán en la que participó Guy Ecker, bajo la dirección de Pepe Sánchez; la primera fue Café con aroma de mujer.
- Carolina Sabino y Rafael Novoa también trabajaron juntos en la telenovela Las Juanas, otra producción original de RCN Televisión.
- El guion original tenía por nombre "Torrecillas", y fue escrito por Miryam de Lourdes (madre de Carolina Sabino), quien formó parte del reparto como "Josefina", en un papel secundario.
- El actor de reparto Luis Tamayo, con su papel de Cidro "El palabrero", fue quien se "robó el show", trabajo que le hizo merecedor de los premios Simón Bolívar y TV y Novelas en 1996. Gracias a su desempeño en la telenovela, la Junta Nacional del Reinado Nacional de Belleza lo invitara a la ceremonia de coronación para que realizara una presentación con su parlamento.
- A pesar de las buenas críticas y un índice de audiencia aceptable, la telenovela obtuvo menor éxito de lo esperado, lo que motivó a su escritor a revelar su desacuerdo con el proceso de casting.